# Liste de jeux disponibles sur la console virtuelle en Europe
 (mars 2025).
Mise à jour tous les vendredis, la liste des jeux disponibles en Europe a atteint son numéro 100 le 15 juin 2007, à mesure d'environ 3 jeux par semaine. Néanmoins, depuis la parution du Wiiware en 2008, la quantité de jeux console virtuelle paraissant hebdomadairement a drastiquement chuté, pouvant passer à un jeu par semaine, et cela à intervalles irréguliers (il peut s'écouler jusqu'à 3 semaines durant lesquelles aucun jeu ne sortira sur Console Virtuelle).
A la date du 14 janvier 2011, la Console Virtuelle comptait 365 jeux téléchargeables en Europe (seulement 364 en France).[réf. nécessaire]
Les jeux disponibles en Europe sur la Console virtuelle depuis le 8 décembre 2006 (date de sortie de la Nintendo Wii) sont les suivants :

## Nintendo Entertainment System/Famicom/Famicom Disk System
À la date du 26 novembre 2010, la console virtuelle européenne comprend 77 jeux NES/Famicom/FDS (seulement 76 jeux en France).
Un jeu NES coûte généralement 500 points Wii.
| Titre                                          | Éditeur               | Développeur           | Points Wii | Date de sortie                                                        | Nombre de joueurs | PEGI        | Type de jeu                   | Première date de parution du jeu sur NES/Famicom/FDS |
| ---------------------------------------------- | --------------------- | --------------------- | ---------- | --------------------------------------------------------------------- | ----------------- | ----------- | ----------------------------- | ---------------------------------------------------- |
| Donkey Kong                                    | Nintendo              | Nintendo              | 500        | 8 décembre 2006                                                       | 1-2               | 3 ans et +  | Plates-formes                 | 15 juillet 1983                                      |
| The Legend of Zelda                            | Nintendo              | Nintendo              | 500        | 8 décembre 2006                                                       | 1                 | 7 ans et +  | Action-Aventure               | 21 juin 1986                                         |
| Mario Bros.                                    | Nintendo              | Nintendo              | 500        | 8 décembre 2006                                                       | 1-2               | 3 ans et +  | Plates-formes                 | 9 septembre 1983                                     |
| Wario's Woods                                  | Nintendo              | Nintendo              | 500        | 8 décembre 2006                                                       | 1-2               | 3 ans et +  | Puzzle                        | 19 février 1994                                      |
| Pinball                                        | Nintendo              | Nintendo              | 500        | 15 décembre 2006                                                      | 1-2               | 3 ans et +  | Flipper                       | 2 février 1984                                       |
| Solomon's Key                                  | Tecmo                 | Tecmo                 | 500        | 15 décembre 2006                                                      | 1                 | 3 ans et +  | Plates-formes / Puzzle        | 30 juillet 1986                                      |
| Urban Champion                                 | Nintendo              | Nintendo              | 500        | 15 décembre 2006                                                      | 1-2               | 7 ans et +  | Combat                        | 14 novembre 1984                                     |
| Donkey Kong Jr.                                | Nintendo              | Nintendo              | 500        | 22 décembre 2006                                                      | 1-2               | 3 ans et +  | Plates-formes                 | 15 juillet 1983                                      |
| Soccer                                         | Nintendo              | Intelligent Systems   | 500        | 22 décembre 2006                                                      | 1-2               | 3 ans et +  | Sport-Football                | 9 avril 1985                                         |
| Tennis                                         | Nintendo              | Nintendo              | 500        | 22 décembre 2006                                                      | 1-2               | 3 ans et +  | Sport-Tennis                  | 14 janvier 1984                                      |
| Baseball                                       | Nintendo              | Nintendo              | 500        | 29 décembre 2006                                                      | 1-2               | 3 ans et +  | Sport-Baseball                | 7 décembre 1983                                      |
| Ice Hockey                                     | Nintendo              | Nintendo              | 500        | 29 décembre 2006                                                      | 1-2               | 3 ans et +  | Sport-Hockey sur glace        | 21 janvier 1988                                      |
| Super Mario Bros.                              | Nintendo              | Nintendo              | 500        | 5 janvier 2007                                                        | 1-2               | 3 ans et +  | Plates-formes                 | 13 septembre 1985                                    |
| Xevious                                        | Namco Bandai          | Namco                 | 500        | 12 janvier 2007                                                       | 1-2               | 7 ans et +  | Shoot'em up                   | 8 novembre 1984                                      |
| Gradius                                        | Konami                | Konami                | 500        | 2 février 2007                                                        | 1-2               | 7 ans et +  | Shoot'em up                   | 25 avril 1986                                        |
| Zelda II: The Adventure of Link                | Nintendo              | Nintendo              | 500        | 9 février 2007                                                        | 1                 | 7 ans et +  | Action-RPG                    | 14 janvier 1987                                      |
| Excitebike                                     | Nintendo              | Nintendo              | 500        | 16 février 2007                                                       | 1                 | 3 ans et +  | Course                        | 30 novembre 1984                                     |
| Kirby's Adventure                              | Nintendo              | HAL Laboratory        | 500        | 16 février 2007                                                       | 1                 | 3 ans et +  | Plates-formes                 | 30 novembre 1992                                     |
| Kid Icarus                                     | Nintendo              | Nintendo              | 500        | 23 février 2007                                                       | 1                 | 7 ans et +  | Plates-formes                 | 19 décembre 1988                                     |
| Galaga                                         | Namco Bandai          | Namco                 | 500        | 9 mars 2007                                                           | 1-2               | 3 ans et +  | Shoot'em up                   | 15 février 1985                                      |
| Ice Climber                                    | Nintendo              | Nintendo              | 500        | 16 mars 2007                                                          | 1-2               | 3 ans et +  | Plates-formes                 | 30 janvier 1985                                      |
| Teenage Mutant Ninja Turtles                   | Konami                | Konami                | 600        | 16 mars 2007                                                          | 1                 | 7 ans et +  | Plates-formes / Action        | 12 mai 1989                                          |
| Castlevania                                    | Konami                | Konami                | 500        | 23 mars 2007                                                          | 1                 | 7 ans et +  | Plates-formes                 | 26 septembre 1986                                    |
| Punch-Out!!                                    | Nintendo              | Nintendo              | 500        | 30 mars 2007                                                          | 1                 | 7 ans et +  | Sport-Boxe                    | octobre 1987                                         |
| Pac-Man                                        | Namco Bandai          | Namco                 | 500        | 13 avril 2007                                                         | 1-2               | 3 ans et +  | Labyrinthe                    | 2 novembre 1984                                      |
| Donkey Kong Jr. Math                           | Nintendo              | Nintendo              | 500        | 20 avril 2007                                                         | 1-2               | 3 ans et +  | Plates-formes / Ludo-éducatif | 12 décembre 1983                                     |
| Mighty Bomb Jack                               | Tecmo                 | Tecmo                 | 500        | 27 avril 2007                                                         | 1                 | 3 ans et +  | Plates-formes                 | 24 avril 1986                                        |
| NES Open Tournament Golf                       | Nintendo              | Nintendo              | 500        | 11 mai 2007                                                           | 1-2               | 3 ans et +  | Sport-Golf                    | 1er septembre 1991                                   |
| Mario and Yoshi                                | Nintendo              | Game Freak            | 500        | 18 mai 2007                                                           | 1-2               | 3 ans et +  | Action-Puzzle                 | 14 décembre 1991                                     |
| Adventures of Lolo                             | HAL Laboratory        | HAL Laboratory        | 500        | 25 mai 2007                                                           | 1                 | 3 ans et +  | Puzzle                        | 20 avril 1989                                        |
| Balloon Fight                                  | Nintendo              | Nintendo              | 500        | 25 mai 2007                                                           | 1-2               | 3 ans et +  | Plates-formes                 | 22 janvier 1985                                      |
| Mach Rider                                     | Nintendo              | Nintendo              | 500        | 25 mai 2007                                                           | 1                 | 3 ans et +  | Course / Action               | 18 octobre 1985                                      |
| Super Mario Bros. 2                            | Nintendo              | Nintendo              | 500        | 25 mai 2007                                                           | 1                 | 3 ans et +  | Plates-formes                 | 10 octobre 1988                                      |
| Mega Man                                       | Capcom                | Capcom                | 500        | 22 juin 2007                                                          | 1                 | 7 ans et +  | Action / Plates-formes        | 17 décembre 1987                                     |
| Metroid                                        | Nintendo              | Nintendo              | 500        | 20 juillet 2007                                                       | 1                 | 7 ans et +  | Action-Aventure               | 6 août 1986                                          |
| Volleyball                                     | Nintendo              | Nintendo              | 500        | 10 août 2007                                                          | 1-2               | 3 ans et +  | Sport-Volleyball              | 21 juillet 1986                                      |
| Lunar Pool                                     | D4 Enterprise         | Compile               | 500        | 24 août 2007                                                          | 1-2               | 3 ans et +  | Sport-Billard                 | 5 décembre 1985                                      |
| Wrecking Crew                                  | Nintendo              | Nintendo              | 500        | 24 août 2007                                                          | 1-2               | 3 ans et +  | Plates-formes                 | 18 juin 1985                                         |
| Super Mario Bros.: The Lost Levels             | Nintendo              | Nintendo              | 600        | 14 septembre 2007, Non disponible du 1er octobre 2007 au 22 août 2008 | 1                 | 3 ans et +  | Plates-formes                 | 3 juin 1986                                          |
| Ninja Gaiden                                   | Tecmo                 | Tecmo                 | 600        | 21 septembre 2007                                                     | 1                 | 7 ans et +  | Plates-formes                 | 9 décembre 1988                                      |
| Ninja JaJaMaru-kun                             | Jaleco                | Jaleco                | 600        | 21 septembre 2007                                                     | 1-2               | 7 ans et +  | Action                        | 15 novembre 1985                                     |
| Probotector II: Return of the Evil Forces      | Konami                | Konami                | 500        | 12 octobre 2007                                                       | 1-2               | 7 ans et +  | Run & Gun                     | 2 février 1990                                       |
| Castlevania II: Simon's Quest                  | Konami                | Konami                | 500        | 19 octobre 2007                                                       | 1                 | 7 ans et +  | Action-Aventure               | 28 août 1987                                         |
| Super Mario Bros. 3                            | Nintendo              | Nintendo              | 500        | 9 novembre 2007                                                       | 1-2               | 3 ans et +  | Plates-formes                 | 23 octobre 1988                                      |
| Double Dribble                                 | Konami                | Konami                | 500        | 16 novembre 2007                                                      | 1-2               | 3 ans et +  | Sport-Basketball              | 24 juillet 1987                                      |
| Bubble Bobble                                  | Taito                 | Taito                 | 500        | 23 novembre 2007                                                      | 1-2               | 3 ans et +  | Plates-formes                 | 30 octobre 1987                                      |
| Mega Man 2                                     | Capcom                | Capcom                | 500        | 14 décembre 2007                                                      | 1                 | 7 ans et +  | Action / Plates-formes        | 24 décembre 1988                                     |
| Blades of Steel                                | Konami                | Konami                | 500        | 21 décembre 2007                                                      | 1-2               | 7 ans et +  | Sport-Hockey sur glace        | 22 juillet 1988                                      |
| Skate or Die!(N'est plus disponible en France) | Konami                | Konami                | 500        | 21 décembre 2007                                                      | 1-2               | 3 ans et +  | Skateboard                    | décembre 1988                                        |
| StarTropics                                    | Nintendo              | Nintendo              | 500        | 11 janvier 2008                                                       | 1                 | 7 ans et +  | Action-Aventure               | 1er décembre 1990                                    |
| Adventures of Lolo 2                           | HAL Laboratory        | HAL Laboratory        | 500        | 1er février 2008                                                      | 1                 | 3 ans et +  | Puzzle                        | 20 avril 1990                                        |
| Adventure Island                               | Hudson Soft           | Hudson Soft           | 500        | 22 février 2008                                                       | 1                 | 7 ans et +  | Plates-formes                 | 12 septembre 1986                                    |
| Street Gangs                                   | 505 Games             | Technos Japan         | 500        | 22 février 2008                                                       | 1-2               | 7 ans et +  | Beat'em up / RPG              | 25 avril 1989                                        |
| Operation Wolf                                 | Taito                 | Taito                 | 500        | 14 mars 2008                                                          | 1                 | 12 ans et + | Rail shooter                  | 31 mars 1989                                         |
| Yoshi's Cookie                                 | Nintendo              | Bullet-Proof Software | 500        | 4 avril 2008                                                          | 1-2               | 3 ans et +  | Puzzle                        | 21 novembre 1992                                     |
| Double Dragon                                  | 505 Games             | Technos Japan         | 500        | 25 avril 2008                                                         | 1-2               | 12 ans et + | Beat'em up                    | 8 avril 1988                                         |
| City Connection                                | Jaleco                | Jaleco                | 500        | 25 juillet 2008                                                       | 1-2               | 3 ans et +  | Plates-formes                 | 27 septembre 1985                                    |
| Bio Miracle Bokutte Upa                        | Konami                | Konami                | 600        | 29 août 2008                                                          | 1                 | 3 ans et +  | Plates-formes                 | 22 avril 1988                                        |
| Dig Dug                                        | Namco Bandai          | Namco                 | 600        | 29 août 2008                                                          | 1-2               | 3 ans et +  | Action-Puzzle                 | 4 juin 1985                                          |
| Spelunker                                      | Tozai Games           | Irem                  | 600        | 5 septembre 2008                                                      | 1                 | 7 ans et +  | Action-Aventure               | 6 décembre 1985                                      |
| Castlevania III: Dracula's Curse               | Konami                | Konami                | 500        | 31 octobre 2008                                                       | 1                 | 7 ans et +  | Plates-formes                 | 22 décembre 1989                                     |
| Devil World                                    | Nintendo              | Nintendo              | 500        | 31 octobre 2008                                                       | 1-2               | 7 ans et +  | Labyrinthe                    | 5 octobre 1984                                       |
| Ghosts'n Goblins                               | Capcom                | Micronics             | 500        | 31 octobre 2008                                                       | 1-2               | 7 ans et +  | Plates-formes                 | 13 juin 1986                                         |
| Mega Man 3                                     | Capcom                | Capcom                | 500        | 14 novembre 2008                                                      | 1                 | 7 ans et +  | Action / Plates-formes        | 28 septembre 1990                                    |
| Donkey Kong 3                                  | Nintendo              | Nintendo              | 500        | 9 janvier 2009                                                        | 1-2               | 3 ans et +  | Plates-formes                 | 4 juillet 1984                                       |
| Clu Clu Land                                   | Nintendo              | Nintendo              | 500        | 6 mars 2009                                                           | 1-2               | 3 ans et +  | Puzzle                        | 22 novembre 1984                                     |
| Zoda's Revenge: StarTropics II                 | Nintendo              | Nintendo              | 600        | 10 juillet 2009                                                       | 1                 | 7 ans et +  | Action-Aventure               | mars 1994                                            |
| Smash Table Tennis                             | Nintendo              | Nintendo              | 600        | 17 juillet 2009                                                       | 1-2               | 3 ans et +  | Sport-Tennis de Table         | 30 mars 1987                                         |
| A Boy and His Blob: Trouble on Blobolonia      | Majesco Entertainment | Imagineering          | 500        | 18 décembre 2009                                                      | 1                 | 3 ans et +  | Plates-formes                 | 1989                                                 |
| Lode Runner                                    | Hudson Soft           | Hudson Soft           | 600        | 12 mars 2010                                                          | 1-2               | 3 ans et +  | Plates-formes / Puzzle        | 20 juillet 1984                                      |
| Milon's Secret Castle                          | Hudson Soft           | Hudson Soft           | 600        | 19 mars 2010                                                          | 1                 | 3 ans et +  | Action-Puzzle                 | 13 novembre 1986                                     |
| Blaster Master                                 | Sunsoft               | Sunsoft               | 500        | 9 avril 2010                                                          | 1                 | 7 ans et +  | Plates-formes / Run & Gun     | 17 juin 1988                                         |
| Mega Man 4                                     | Capcom                | Capcom                | 500        | 16 avril 2010                                                         | 1                 | 7 ans et +  | Action / Plates-formes        | 6 décembre 1991                                      |
| Final Fantasy                                  | Square Enix           | Square                | 600        | 7 mai 2010                                                            | 1                 | 3 ans et +  | RPG                           | 18 décembre 1987                                     |
| Ufouria: The Saga                              | Sunsoft               | Sunsoft               | 500        | 2 juillet 2010                                                        | 1                 | 3 ans et +  | Action Aventure               | 20 septembre 1991                                    |
| Shadow of the Ninja                            | Natsume               | Natsume               | 600        | 9 juillet 2010                                                        | 1-2               | 12 ans et + | Plates-formes                 | 10 août 1990                                         |
| Faxanadu                                       | Hudson Soft           | Hudson Soft           | 500        | 26 novembre 2010                                                      | 1                 | 7 ans et +  | Action RPG                    | 17 novembre 1987                                     |

## Super Nintendo/Super Famicom
À la date du 10 décembre 2010, la console virtuelle européenne comprend 56 jeux Super Nintendo/Super Famicom.
Un jeu Super Nintendo coûte généralement 800 Points Wii.
| Titre                                               | Développeur          | Éditeur                 | Points Wii | Date de sortie    | Nombre de joueurs | PEGI        | Type de jeu                     | Première date de parution du jeu sur Super Nintendo/Super Famicom |
| --------------------------------------------------- | -------------------- | ----------------------- | ---------- | ----------------- | ----------------- | ----------- | ------------------------------- | ----------------------------------------------------------------- |
| Donkey Kong Country                                 | Nintendo             | Rareware                | 800        | 8 décembre 2006   | 1-2               | 3 ans et +  | Plates-formes                   | 24 novembre 1994                                                  |
| F-Zero                                              | Nintendo             | Nintendo                | 800        | 8 décembre 2006   | 1                 | 3 ans et +  | Jeu de course futuriste         | 21 novembre 1990                                                  |
| SimCity                                             | Maxis                | Nintendo                | 800        | 29 décembre 2006  | 1                 | 3 ans et +  | Gestion / Simulation            | 26 avril 1991                                                     |
| Super Castlevania IV                                | Konami               | Konami                  | 800        | 29 décembre 2006  | 1                 | 7 ans et +  | Plates-formes                   | 31 octobre 1991                                                   |
| Street Fighter II: The World Warrior                | Capcom               | Capcom                  | 800        | 19 janvier 2007   | 1-2               | 12 ans et + | Combat                          | 10 juin 1992                                                      |
| Super Probotector: Alien Rebels                     | Konami               | Konami                  | 800        | 19 janvier 2007   | 1-2               | 12 ans et + | Run & Gun                       | 28 février 1992                                                   |
| Super Mario World                                   | Nintendo             | Nintendo                | 800        | 9 février 2007    | 1-2               | 3 ans et +  | Plates-formes                   | 21 novembre 1990                                                  |
| R-Type III: The Third Lightning                     | Irem                 | Irem                    | 800        | 16 février 2007   | 1-2               | 7 ans et +  | Shoot'em up                     | 10 décembre 1993                                                  |
| Super Ghouls'n Ghosts                               | Capcom               | Capcom                  | 800        | 9 mars 2007       | 1                 | 7 ans et +  | Action / Plates-formes          | 4 octobre 1991                                                    |
| The Legend of Zelda: A Link to the Past             | Nintendo             | Nintendo                | 800        | 23 mars 2007      | 1                 | 7 ans et +  | Action-Aventure                 | 21 novembre 1991                                                  |
| The Legend of the Mystical Ninja                    | Konami               | Konami                  | 800        | 30 mars 2007      | 1-2               | 7 ans et +  | Action-Aventure                 | 17 juillet 1991                                                   |
| ActRaiser                                           | Quintet              | Square Enix             | 800        | 13 avril 2007     | 1                 | 7 ans et +  | Action / Gestion / Simulation   | 16 décembre 1990                                                  |
| Final Fight                                         | Capcom               | Capcom                  | 800        | 27 avril 2007     | 1                 | 12 ans et + | Beat 'em up                     | 21 décembre 1990                                                  |
| Donkey Kong Country 2: Diddy's Kong Quest           | Nintendo             | Rareware                | 800        | 18 mai 2007       | 1-2               | 3 ans et +  | Plates-formes                   | 21 novembre 1995                                                  |
| Kirby's Dream Course                                | HAL Laboratory       | Nintendo                | 800        | 29 juin 2007      | 1-2               | 3 ans et +  | Sport-Golf                      | 21 septembre 1994                                                 |
| Street Fighter II' Turbo: Hyper Fighting            | Capcom               | Capcom                  | 800        | 20 juillet 2007   | 1-2               | 12 ans et + | Combat                          | 21 septembre 1994                                                 |
| Kirby's Ghost Trap                                  | Nintendo             | HAL Laboratory          | 800        | 27 juillet 2007   | 1-2               | 3 ans et +  | Puzzle                          | 1er février 1995                                                  |
| Breath of Fire II                                   | Capcom               | Capcom                  | 800        | 10 août 2007      | 1                 | 7 ans et +  | RPG                             | 2 décembre 1994                                                   |
| Vegas Stakes                                        | HAL Laboratory       | Nintendo                | 800        | 31 août 2007      | 1-4               | 12 ans et + | Simulation / Party-game         | 10 septembre 1993                                                 |
| Mario's Super Picross                               | Nintendo             | Nintendo                | 900        | 14 septembre 2007 | 1-2               | 3 ans et +  | Puzzle                          | 14 septembre 1995                                                 |
| Gradius III                                         | Konami               | Konami                  | 900        | 28 septembre 2007 | 1                 | 7 ans et +  | Jeu de tir                      | décembre 1990                                                     |
| Super Metroid                                       | Nintendo             | Nintendo                | 800        | 12 octobre 2007   | 1                 | 7 ans et +  | Action-aventure / Plates-formes | 19 mars 1994                                                      |
| Cybernator                                          | NCS Corp.            | Hudson soft             | 800        | 7 décembre 2007   | 1                 | 7 ans et +  | Run & Gun / Plates-formes       | 18 décembre 1992                                                  |
| Donkey Kong Country 3: Dixie Kong's Double Trouble! | Nintendo             | Rareware                | 800        | 25 décembre 2007  | 1-2               | 3 ans et +  | Plates-formes                   | 22 novembre 1996                                                  |
| Harvest Moon                                        | Nintendo             | Marvelous Entertainment | 800        | 4 janvier 2008    | 1                 | 3 ans et +  | Simulation / RPG                | 10 août 1996                                                      |
| Super Street Fighter II: The New Challengers        | Capcom               | Capcom                  | 800        | 25 janvier 2008   | 1-2               | 12 ans et + | Combat                          | 25 juin 1995                                                      |
| Super Turrican                                      | Factor 5             | Kemco                   | 800        | 29 février 2008   | 1                 | 7 ans et +  | Run & Gun                       | 2 septembre 1993                                                  |
| Super R-Type                                        | Irem                 | Irem                    | 800        | 14 mars 2008      | 1                 | 7 ans et +  | Shoot 'em up                    | 13 juillet 1991                                                   |
| Pac-Attack                                          | Namco                | Namco Bandai            | 800        | 27 juin 2008      | 1-2               | 3 ans et +  | Puzzle                          | octobre 1993                                                      |
| Super Mario RPG: Legend of the Seven Stars          | Square               | Nintendo                | 900        | 22 août 2008      | 1                 | 3 ans et +  | RPG                             | 9 mars 1996                                                       |
| DoReMi Fantasy : Milon's DokiDoki Adventure         | Hudson Soft          | Hudson Soft             | 900        | 5 septembre 2008  | 1                 | 3 ans et +  | Plates-formes                   | 22 mars 1996                                                      |
| Space Invaders: The Original Game                   | Taito                | Taito                   | 800        | 28 novembre 2008  | 1-2               | 3 ans et +  | Shoot 'em up                    | 25 mars 1994                                                      |
| Secret of Mana                                      | Square               | Square Enix             | 800        | 26 décembre 2008  | 1-3               | 7 ans et +  | Action-RPG                      | 6 août 1993                                                       |
| Super Punch-Out!!                                   | Nintendo             | Nintendo                | 800        | 20 mars 2009      | 1                 | 12 ans et + | Sport-Boxe                      | 28 février 1994                                                   |
| Ogre Battle: The March of the Black Queen           | Quest Corporation    | Square Enix             | 900        | 3 juillet 2009    | 1                 | 7 ans et +  | Tactical-RPG                    | 12 mars 1993                                                      |
| Kirby's Dream Land 3                                | HAL Laboratory       | Nintendo                | 900        | 24 juillet 2009   | 1-2               | 3 ans et +  | Plates-formes                   | 27 novembre 1997                                                  |
| Pilotwings                                          | Nintendo             | Nintendo                | 800        | 21 août 2009      | 1                 | 7 ans et +  | Simulation de vol               | 21 décembre 1990                                                  |
| Super Star Wars                                     | Sculptured Software  | LucasArts               | 800        | 18 septembre 2009 | 1                 | 7 ans et +  | Run & Gun                       | 1er juin 1992                                                     |
| Super Star Wars: The Empire Strikes Back            | Sculptured Software  | LucasArts               | 800        | 2 octobre 2009    | 1                 | 7 ans et +  | Run & Gun                       | 1er juin 1993                                                     |
| Final Fight 2                                       | Capcom               | Capcom                  | 800        | 9 octobre 2009    | 1-2               | 12 ans et + | Beat 'em up                     | 22 mai 1993                                                       |
| Super Star Wars: Return of the Jedi                 | Sculptured Software  | LucasArts               | 800        | 16 octobre 2009   | 1                 | 7 ans et +  | Run & Gun                       | 22 juin 1994                                                      |
| Zombies                                             | LucasArts            | LucasArts               | 800        | 30 octobre 2009   | 1-2               | 12 ans et + | Run & Gun                       | 19 juillet 1993                                                   |
| Street Fighter Alpha 2                              | Capcom               | Capcom                  | 800        | 29 janvier 2010   | 1-2               | 12 ans et + | Combat                          | novembre 1996                                                     |
| Final Fight 3                                       | Capcom               | Capcom                  | 800        | 5 février 2010    | 1-2               | 12 ans et + | Beat 'em up                     | 22 décembre 1995                                                  |
| Super Mario Kart                                    | Nintendo             | Nintendo                | 800        | 2 avril 2010      | 1-2               | 3 ans et +  | Jeu de course                   | 27 août 1992                                                      |
| Indiana Jones' Greatest Adventures                  | Factor 5             | LucasArts               | 800        | 23 avril 2010     | 1                 | 12 ans et + | Plates-formes                   | 11 octobre 1994                                                   |
| Ghoul Patrol                                        | LucasArts            | LucasArts               | 800        | 14 mai 2010       | 1-2               | 12 ans et + | Run & Gun                       | novembre 1994                                                     |
| Kirby's Fun Pak                                     | HAL Laboratory       | Nintendo                | 800        | 28 mai 2010       | 1-2               | 3 ans et +  | Plates-formes                   | 31 juillet 1995                                                   |
| Final Fantasy II                                    | Square               | Square Enix             | 900        | 11 juin 2010      | 1                 | 7 ans et +  | RPG                             | 19 juillet 1991                                                   |
| Aero the Acrobat                                    | Iguana Entertainment | Sunsoft                 | 800        | 23 juillet 2010   | 1                 | 3 ans et +  | Plates-formes                   | octobre 1993                                                      |
| Aero the Acro-Bat 2                                 | Iguana Entertainment | Sunsoft                 | 800        | 6 août 2010       | 1                 | 3 ans et +  | Plates-formes                   | novembre 1994                                                     |
| Wild Guns                                           | Natsume              | Natsume                 | 800        | 13 août 2010      | 1-2               | 12 ans et + | Third Person Shooter            | 12 août 1994                                                      |
| Mystic Quest Legend                                 | Squaresoft           | Squaresoft              | 800        | 24 septembre 2010 | 1                 | 7 ans et +  | RPG                             | 5 octobre 1992                                                    |
| Rival Turf!                                         | Jaleco               | Jaleco                  | 800        | 8 octobre 2010    | 1-2               | 12 ans et + | Beat'em up                      | 27 mars 1992                                                      |
| Super Earth Defense Force                           | Jaleco               | Jaleco                  | 800        | 29 octobre 2010   | 1                 | 7 ans et +  | Shoot'em up                     | 25 octobre 1991                                                   |
| Super Bonk                                          | AI                   | Hudson                  | 900        | 10 décembre 2010  | 1                 | 3 ans et +  | Plates-formes                   | 1995                                                              |
| Chrono Trigger                                      | Square               | Square Enix             | 900        | 20 mai 2011       | 1                 | 12 ans et + | Action-RPG                      | 1995                                                              |

## Nintendo 64
À la date du 24 décembre 2010, la console virtuelle européenne comprenait 20 jeux Nintendo 64.[réf. nécessaire]
Un jeu Nintendo 64 coûte généralement 1 000 Points Wii.[réf. nécessaire]
| Titre                                    | Développeur               | Éditeur     | Points Wii | Date de sortie    | Nombre de joueurs | PEGI        | Type de jeu               | Première date de parution du jeu sur Nintendo 64 |
| ---------------------------------------- | ------------------------- | ----------- | ---------- | ----------------- | ----------------- | ----------- | ------------------------- | ------------------------------------------------ |
| Super Mario 64                           | Nintendo                  | Nintendo    | 1000       | 8 décembre 2006   | 1                 | 3 ans et +  | Plates-formes             | 23 juin 1996                                     |
| Mario Kart 64                            | Nintendo                  | Nintendo    | 1000       | 26 janvier 2007   | 1-4               | 3 ans et +  | Jeu de course             | 14 décembre 1996                                 |
| The Legend of Zelda: Ocarina of Time     | Nintendo                  | Nintendo    | 1000       | 23 février 2007   | 1                 | 12 ans et + | Action-aventure           | 21 novembre 1998                                 |
| Lylat Wars                               | Nintendo                  | Nintendo    | 1000       | 20 avril 2007     | 1-4               | 7 ans et +  | Rail Shooter              | 27 avril 1997                                    |
| F-Zero X                                 | Nintendo                  | Nintendo    | 1000       | 15 juin 2007      | 1-4               | 3 ans et +  | Jeu de course             | 14 juillet 1998                                  |
| Paper Mario                              | Nintendo                  | Nintendo    | 1000       | 13 juillet 2007   | 1                 | 3 ans et +  | RPG                       | 11 août 2000                                     |
| Wave Race 64                             | Nintendo                  | Nintendo    | 1000       | 17 août 2007      | 1-2               | 3 ans et +  | Jeu de course             | 27 septembre 1996                                |
| Sin and Punishment                       | Treasure Co. Ltd          | Nintendo    | 1200       | 28 septembre 2007 | 1-2               | 12 ans et + | Rail Shooter              | 21 novembre 2000                                 |
| Yoshi's Story                            | Nintendo                  | Nintendo    | 1000       | 26 octobre 2007   | 1                 | 3 ans et +  | Plates-formes             | 21 décembre 1997                                 |
| Pokémon Snap                             | HAL Laboratory            | Nintendo    | 1000       | 11 décembre 2007  | 1                 | 3 ans et +  | Rail-shooter / simulation | 21 mars 1999                                     |
| 1080° Snowboarding                       | Nintendo                  | Nintendo    | 1000       | 18 janvier 2008   | 1-2               | 3 ans et +  | Sport-Snowboard           | 28 février 1998                                  |
| Kirby 64: The Crystal Shards             | HAL Laboratory            | Nintendo    | 1000       | 7 mars 2008       | 1-4               | 3 ans et +  | Plates-formes             | 24 mars 2000                                     |
| Cruis'n USA                              | Midway Games              | Nintendo    | 1000       | 28 mars 2008      | 1-2               | 3 ans et +  | Jeu de course             | 3 décembre 1996                                  |
| Pokémon Puzzle League                    | Intelligent Systems       | Nintendo    | 1000       | 30 mai 2008       | 1-2               | 3 ans et +  | Puzzle                    | 25 septembre 2000                                |
| Mario Golf                               | Camelot Software Planning | Nintendo    | 1000       | 23 janvier 2009   | 1-4               | 3 ans et +  | Sport-Golf                | 11 juin 1999                                     |
| The Legend of Zelda: Majora's Mask       | Nintendo                  | Nintendo    | 1000       | 3 avril 2009      | 1                 | 12 ans et + | Action-aventure           | 27 avril 2000                                    |
| Super Smash Bros.                        | HAL Laboratory            | Nintendo    | 1000       | 12 juin 2009      | 1-4               | 7 ans et +  | Combat                    | 21 janvier 1999                                  |
| Ogre Battle 64: Person of Lordly Caliber | Quintet                   | Square Enix | 1200       | 26 mars 2010      | 1-4               | 12 ans et + | Tactical-RPG              | 14 juillet 1999                                  |
| Mario Tennis                             | Camelot                   | Nintendo    | 1000       | 18 juin 2010      | 1-4               | 3 ans et +  | Sport-Tennis              | 21 juillet 2000                                  |
| Mario Party 2                            | Hudson Soft               | Nintendo    | 1000       | 24 décembre 2010  | 1-4               | 3 ans et +  | Party-Game                | 13 octobre 2000                                  |

## Master System/Sega Mark III
A la date du 11 décembre 2009, la console virtuelle européenne comprenait 16 jeux Master System.[réf. nécessaire]
Un jeu Master System coûte généralement 500 points Wii.[réf. nécessaire]
| Titre                             | Développeur      | Editeur | Points Wii | Date de sortie    | Nombre de joueurs | PEGI        | Type de jeu   | Première date de parution du jeu sur Master System |
| --------------------------------- | ---------------- | ------- | ---------- | ----------------- | ----------------- | ----------- | ------------- | -------------------------------------------------- |
| Wonder Boy                        | Sega             | Sega    | 500        | 11 avril 2008     | 1-2               | 3 ans et +  | Plates-formes | 1987                                               |
| Fantasy Zone                      | Sega             | Sega    | 500        | 11 avril 2008     | 1-2               | 7 ans et +  | Shoot 'em up  | 1986                                               |
| Alex Kidd in Miracle World        | Sega             | Sega    | 500        | 13 juin 2008      | 1                 | 7 ans et +  | Plates-formes | 1986                                               |
| Sonic the Hedgehog                | Ancient          | Sega    | 500        | 19 septembre 2008 | 1                 | 3 ans et +  | Plates-formes | 25 octobre 1991                                    |
| Space Harrier                     | Sega             | Sega    | 500        | 17 octobre 2008   | 1                 | 7 ans et +  | Rail Shooter  | 1986                                               |
| Sonic the Hedgehog 2              | Aspect Co., Ltd. | Sega    | 500        | 26 décembre 2008  | 1                 | 3 ans et +  | Plates-formes | 16 octobre 1992                                    |
| Enduro Racer                      | Sega             | Sega    | 500        | 9 janvier 2009    | 1                 | 3 ans et +  | Jeu de course | 1987                                               |
| Wonder Boy in Monster Land        | Sega             | Sega    | 500        | 23 janvier 2009   | 1                 | 3 ans et +  | Plates-formes | 31 janvier 1988                                    |
| Sonic Chaos                       | Sega             | Sega    | 500        | 6 février 2009    | 1                 | 7 ans et +  | Plates-formes | 25 octobre 1993                                    |
| Alex Kidd: The Lost Stars         | Sega             | Sega    | 500        | 17 avril 2009     | 1                 | 7 ans et +  | Plates-formes | 1988                                               |
| Secret Command                    | Sega             | Sega    | 500        | 17 avril 2009     | 1-2               | 12 ans et + | Run and gun   | 16 novembre 1986                                   |
| Fantasy Zone II                   | Sega             | Sega    | 500        | 8 mai 2009        | 1                 | 7 ans et +  | Shoot'em up   | 17 octobre 1987                                    |
| Phantasy Star                     | Sega             | Sega    | 500        | 14 août 2009      | 1                 | 7 ans et +  | RPG           | 20 décembre 1987                                   |
| R-Type                            | Compile          | Sega    | 500        | 25 septembre 2009 | 1-2               | 7 ans et +  | Shoot'em up   | 1988                                               |
| Wonder Boy III: The Dragon's Trap | Westone          | Sega    | 500        | 9 octobre 2009    | 1                 | 7 ans et +  | Plates-formes | 1989                                               |
| Alex Kidd in Shinobi World        | Sega             | Sega    | 500        | 11 décembre 2009  | 1                 | 12 ans et + | Plates-formes | 1990                                               |

## Mega Drive/Genesis
À la date du 12 février 2010, la console virtuelle européenne comprend 73 jeux Mégadrive/Genesis.
Un jeu Mega Drive coûte généralement 800 Points Wii.
| Titre                                   | Développeur             | Èditeur            | Points Wii | Date de sortie   | Nombre de joueurs | PEGI        | Type de jeu                     | Première date de parution du jeu sur Mega Drive |
| --------------------------------------- | ----------------------- | ------------------ | ---------- | ---------------- | ----------------- | ----------- | ------------------------------- | ----------------------------------------------- |
| Altered Beast                           | Sega                    | Sega               | 800        | 8 décembre 2006  | 1-2               | 7 ans et +  | Beat 'em up                     | 27 novembre 1988                                |
| Ecco the Dolphin                        | Appaloosa Interactive   | Sega               | 800        | 8 décembre 2006  | 1                 | 3 ans et +  | Action-Aventure                 | 29 juillet 1992                                 |
| Golden Axe                              | Sega                    | Sega               | 800        | 8 décembre 2006  | 1-2               | 12 ans et + | Beat 'em up                     | 22 décembre 1988                                |
| Sonic the Hedgehog                      | Sonic Team              | Sega               | 800        | 8 décembre 2006  | 1                 | 3 ans et +  | Plates-formes                   | 23 juin 1991                                    |
| Columns                                 | Sega                    | Sega               | 800        | 15 décembre 2006 | 1-2               | 3 ans et +  | Puzzle                          | 30 juin 1990                                    |
| Dr. Robotnik's Mean Bean Machine        | Compile                 | Sega               | 800        | 15 décembre 2006 | 1-2               | 3 ans et +  | Puzzle                          | novembre 1993                                   |
| Gunstar Heroes                          | Treasure Co. Ltd        | Sega               | 800        | 15 décembre 2006 | 1-2               | 3 ans et +  | Run and gun                     | 9 septembre 1993                                |
| Ristar                                  | Sonic Team              | Sega               | 800        | 15 décembre 2006 | 1                 | 3 ans et +  | Plates-formes                   | 16 février 1995                                 |
| Space Harrier II                        | Sega                    | Sega               | 800        | 22 décembre 2006 | 1                 | 7 ans et +  | Rail shooter                    | 29 octobre 1988                                 |
| Toejam and Earl                         | Johnson Voorsanger      | Sega               | 800        | 22 décembre 2006 | 1-2               | 3 ans et +  | Action-aventure                 | 12 mars 1991                                    |
| Bonanza Bros.                           | Sega                    | Sega               | 800        | 2 février 2007   | 1-2               | 3 ans et +  | Plates-formes                   | 9 janvier 1991                                  |
| Comix Zone                              | Sega                    | Sega               | 800        | 2 février 2007   | 1                 | 7 ans et +  | Beat 'em up                     | 1er septembre 1995                              |
| Gain Ground                             | Sega                    | Sega               | 800        | 2 février 2007   | 1-2               | 7 ans et +  | Action                          | 3 janvier 1991                                  |
| Bio-Hazard Battle                       | Sega                    | Sega               | 800        | 2 mars 2007      | 1-2               | 7 ans et +  | Shoot'em up                     | 12 mars 1992                                    |
| Streets of Rage                         | Sega                    | Sega               | 800        | 2 mars 2007      | 1-2               | 7 ans et +  | Beat'em up                      | 2 août 1991                                     |
| Sword of Vermilion                      | Sega                    | Sega               | 800        | 2 mars 2007      | 1                 | 7 ans et +  | RPG                             | 16 décembre 1989                                |
| Sonic Spinball                          | Sega                    | Sega               | 800        | 6 avril 2007     | 1-4               | 3 ans et +  | Action / Flipper                | 15 novembre 1993                                |
| La Légende de Thor                      | Ancient                 | Sega               | 800        | 6 avril 2007     | 1                 | 7 ans et +  | Action-aventure                 | 12 décembre 1994                                |
| Vectorman                               | Interplay               | Sega               | 800        | 6 avril 2007     | 1                 | 7 ans et +  | Plates-formes                   | 24 octobre 1995                                 |
| Virtua Fighter 2                        | Sega                    | Sega               | 800        | 4 mai 2007       | 1-2               | 12 ans et + | Combat                          | 1996                                            |
| Wonder Boy in Monster World             | Westone                 | Sega               | 800        | 4 mai 2007       | 1                 | 7 ans et +  | Plates-formes / Action-aventure | 25 octobre 1991                                 |
| Alex Kidd in the Enchanted Castle       | Sega                    | Sega               | 800        | 4 mai 2007       | 1                 | 7 ans et +  | Plates-formes                   | 10 février 1989                                 |
| Streets of Rage 2                       | Sega                    | Sega               | 800        | 1er juin 2007    | 1-2               | 7 ans et +  | Beat 'em up                     | 20 décembre 1992                                |
| ToeJam and Earl in Panic on Funkotron   | Johnson-Voorsanger      | Sega               | 800        | 1er juin 2007    | 1-2               | 3 ans et +  | Plates-formes                   | 1993                                            |
| Kid Chameleon                           | Sega                    | Sega               | 800        | 1er juin 2007    | 1                 | 7 ans et +  | Plates-formes                   | 28 mai 1992                                     |
| Sonic the Hedgehog 2                    | Sega                    | Sega               | 800        | 6 juillet 2007   | 1-2               | 3 ans et +  | Plates-formes                   | 20 novembre 1992                                |
| Golden Axe II                           | Sega                    | Sega               | 800        | 6 juillet 2007   | 1-2               | 12 ans et + | Beat 'em up                     | 26 décembre 1991                                |
| Ecco 2: The Tides of Time               | Novotrade International | Sega               | 800        | 6 juillet 2007   | 1                 | 3 ans et +  | Action-aventure                 | 25 août 1994                                    |
| Shining Force                           | Climax Entertainment    | Sega               | 800        | 3 août 2007      | 1                 | 7 ans et +  | RPG tactique                    | 20 mars 1992                                    |
| Dynamite Headdy                         | Treasure Co. Ltd        | Sega               | 800        | 3 août 2007      | 1                 | 3 ans et +  | Plates-formes                   | 4 août 1994                                     |
| Shinobi III: Return of the Ninja Master | Sega                    | Sega               | 800        | 3 août 2007      | 1                 | 12 ans et + | Action                          | 22 juillet 1992                                 |
| Crack Down                              | Sega                    | Sega               | 800        | 7 septembre 2007 | 1-2               | 7 ans et +  | Run and gun                     | 20 décembre 1990                                |
| ESWAT: City Under Siege                 | Sega                    | Sega               | 800        | 7 septembre 2007 | 1                 | 7 ans et +  | Action                          | 1er juin 1990                                   |
| Ghouls'n Ghosts                         | Sega                    | Capcom             | 800        | 7 septembre 2007 | 1-2               | 7 ans et +  | Hack and slash / Plates-formes  | 3 août 1989                                     |
| Shining in the Darkness                 | Climax Entertainment    | Sega               | 800        | 7 septembre 2007 | 1                 | 7 ans et +  | RPG                             | 29 mars 1991                                    |
| Sonic the Hedgehog 3                    | Sonic Team              | Sega               | 800        | 7 septembre 2007 | 1-2               | 3 ans et +  | Plates-formes                   | 2 février 1994                                  |
| Streets of Rage 3                       | Sega                    | Sega               | 800        | 5 octobre 2007   | 1-2               | 7 ans et +  | Beat 'em up                     | 17 mars 1994                                    |
| Landstalker                             | Climax Entertainment    | Sega               | 800        | 5 octobre 2007   | 1                 | 7 ans et +  | Action-aventure                 | 30 octobre 1992                                 |
| Super Thunder Blade                     | Sega                    | Sega               | 800        | 5 octobre 2007   | 1                 | 3 ans et +  | Rail shooter / Shoot'em up      | 29 octobre 1988                                 |
| Golden Axe III                          | Sega                    | Sega               | 800        | 5 octobre 2007   | 1-2               | 12 ans et + | Beat'em up                      | 25 juin 1993                                    |
| Alien Soldier                           | Treasure Co. Ltd        | Sega               | 800        | 2 novembre 2007  | 1-2               | 7 ans et +  | Run and gun                     | 24 février 1995                                 |
| Sonic 3D Flickies' Island               | Traveller's Tales       | Sega               | 800        | 2 novembre 2007  | 1                 | 3 ans et +  | Plates-formes / Aventure        | 30 novembre 1993                                |
| Rolling Thunder 2                       | Namco                   | Namco Bandai       | 800        | 6 décembre 2007  | 1-2               | 12 ans et + | Run and gun                     | 18 novembre 1991                                |
| Light Crusader                          | Treasure                | Sega               | 800        | 6 décembre 2007  | 1                 | 12 ans et + | Action-RPG                      | 25 mai 1995                                     |
| Alien Storm                             | Sega                    | Sega               | 800        | 11 janvier 2008  | 1-2               | 7 ans et +  | Beat'em up                      | 28 juin 1991                                    |
| Phantasy Star II                        | Sega                    | Sega               | 800        | 15 février 2008  | 1                 | 7 ans et +  | RPG                             | 21 mars 1989                                    |
| Eternal Champions                       | Sega                    | Sega               | 800        | 15 février 2008  | 1-2               | 18 ans et + | Combat                          | 14 août 1993                                    |
| Mega Turrican                           | Factor 5                | Sega               | 800        | 21 mars 2008     | 1                 | 7 ans et +  | Run & Gun                       | 1994                                            |
| Phantasy Star III: Generations of Doom  | Sega                    | Sega               | 800        | 18 avril 2008    | 1                 | 7 ans et +  | RPG                             | 21 avril 1990                                   |
| Columns III: Revenge of Columns         | Sega                    | Sega               | 900        | 2 mai 2008       | 1-5               | 3 ans et +  | Puzzle                          | 15 octobre 1993                                 |
| Puyo Puyo 2                             | Compile                 | Sega               | 900        | 9 mai 2008       | 1-2               | 3 ans et +  | Puzzle                          | 2 décembre 1994                                 |
| Gley Lancer                             | NCS                     | NCS                | 900        | 16 mai 2008      | 1                 | 7 ans et +  | Shoot'em up                     | 16 juillet 1992                                 |
| Super Fantasy Zone                      | Sunsoft                 | Sega               | 800        | 8 août 2008      | 1                 | 7 ans et +  | Shoot'em up                     | 1992                                            |
| Splatterhouse 2                         | Namco                   | Namco Bandai       | 800        | 8 août 2008      | 1                 | 12 ans et + | Beat'em up                      | 3 août 1992                                     |
| Ecco Jr.                                | Appaloosa Interactive   | Sega               | 800        | 8 août 2008      | 1                 | 3 ans et +  | Aventure                        | 15 août 1995                                    |
| Earthworm Jim                           | Shiny Entertainment     | Virgin Interactive | 800        | 3 octobre 2008   | 1                 | 7 ans et +  | Plates-formes / Shoot'em up     | 2 août 1994                                     |
| Shining Force II                        | Camelot                 | Sega               | 800        | 3 octobre 2008   | 1                 | 7 ans et +  | RPG tactique                    | 1er octobre 1993                                |
| Street Fighter II': Champion Edition    | Capcom                  | Capcom             | 800        | 17 octobre 2008  | 1-2               | 12 ans et + | Combat                          | 1993                                            |
| Phantasy Star IV                        | Sega                    | Sega               | 800        | 14 novembre 2008 | 1                 | 7 ans et +  | RPG                             | 17 décembre 1993                                |
| Forgotten Worlds                        | Sega                    | Capcom             | 800        | 28 novembre 2008 | 1-2               | 7 ans et +  | Shoot'em up                     | 17 novembre 1989                                |
| Boogerman                               | Interplay               | Interplay          | 800        | 12 décembre 2008 | 1                 | 7 ans et +  | Plates-formes                   | 6 août 1994                                     |
| Clayfighter                             | Visual Concepts         | Interplay          | 800        | 6 février 2009   | 1-2               | 12 ans et + | Combat                          | 5 mars 1994                                     |
| Wolf of the Battlefield: MERCS          | Sega                    | Sega               | 800        | 20 février 2009  | 1                 | 12 ans et + | Run and gun                     | 27 septembre 1991                               |
| Wonder Boy III: Monster Lair            | Westone                 | Sega               | 800        | 6 mars 2009      | 1-2               | 7 ans et +  | Plates-formes / Shoot'em up     | 22 décembre 1990                                |
| Galaxy Force II                         | Sega                    | Sega               | 800        | 1er mai 2009     | 1                 | 7 ans et +  | Rail shooter                    | 12 août 1991                                    |
| Pitfall: The Mayan Adventure            | Activision              | Activision         | 800        | 15 mai 2009      | 1                 | 12 ans et + | Plates-formes                   | 12 juin 1995                                    |
| Pulseman                                | Game Freak              | Sega               | 900        | 3 juillet 2009   | 1                 | 7 ans et +  | Plates-formes                   | 22 juillet 1994                                 |
| MUSHA                                   | Compile                 | Naxatsoft          | 900        | 17 juillet 2009  | 1                 | 7 ans et +  | Shoot'em up                     | 21 décembre 1990                                |
| The Revenge of Shinobi                  | Sega                    | Sega               | 800        | 7 août 2009      | 1                 | 12 ans et + | Plates-formes                   | 2 décembre 1989                                 |
| Shanghai II: Dragon's Eye               | Home Data               | Activision         | 800        | 7 août 2009      | 1-2               | 3 ans et +  | Mahjong                         | 1994                                            |
| Earthworm Jim 2                         | Shiny Entertainment     | Interplay          | 800        | 4 décembre 2009  | 1                 | 7 ans et +  | Plates-formes                   | 22 décembre 1995                                |
| Shadow Dancer: The Secret of Shinobi    | Sega                    | Sega               | 800        | 8 janvier 2010   | 1                 | 12 ans et + | Action / Plates-formes          | 1990                                            |
| Sonic and Knuckles                      | Sonic Team              | Sega               | 800        | 12 février 2010  | 1                 | 3 ans et +  | Plates-formes                   | 17 octobre 1994                                 |

## PC-Engine/TurboGraFX-16
À la date du 18 décembre 2009, la console virtuelle européenne comprend 48 jeux PC-Engine/TurboGraFX-16.
Un jeu TurboGraFX-16 coûte généralement 600 points Wii
| Titre                                | Développeur    | Èditeur      | Points Wii | Date de sortie    | Nombre de joueurs | PEGI        | Type de jeu                          | Première date de parution du jeu sur PC-Engine/TurboGraFX-16 |
| ------------------------------------ | -------------- | ------------ | ---------- | ----------------- | ----------------- | ----------- | ------------------------------------ | ------------------------------------------------------------ |
| Bomberman '93                        | Hudson Soft    | Hudson Soft  | 600        | 8 décembre 2006   | 1-5               | 3 ans et +  | Action                               | 11 décembre 1992                                             |
| Bonk's Adventure                     | RED            | Hudson Soft  | 600        | 8 décembre 2006   | 1                 | 3 ans et +  | Plates-Formes                        | 15 décembre 1989                                             |
| Dungeon Explorer                     | Atlus          | Hudson Soft  | 600        | 8 décembre 2006   | 1-5               | 12 ans et + | Action RPG                           | 4 mars 1989                                                  |
| Super Star Soldier                   | Kaneko         | Hudson Soft  | 600        | 8 décembre 2006   | 1                 | 7 ans et +  | Shoot'em up                          | 6 juillet 1990                                               |
| Victory Run                          | Hudson Soft    | Hudson Soft  | 600        | 8 décembre 2006   | 1                 | 3 ans et +  | Course auto                          | 28 décembre 1987                                             |
| Alien Crush                          | Naxat Soft     | Hudson Soft  | 600        | 15 décembre 2006  | 1                 | 3 ans et +  | Flipper                              | 7 septembre 1988                                             |
| Military Madness                     | Hudson Soft    | Hudson Soft  | 600        | 22 décembre 2006  | 1-2               | 7 ans et +  | Stratégie                            | 9 février 1989                                               |
| R-Type                               | Hudson Soft    | Hudson Soft  | 800        | 29 décembre 2006  | 1                 | 7 ans et +  | Shoot'em up                          | 25 mars 1988 / 3 juin 1988                                   |
| MotoRoader                           | NCS            | Hudson Soft  | 600        | 5 janvier 2007    | 1-5               | 7 ans et +  | Courses auto                         | 23 février 1989                                              |
| Soldier Blade                        | Hudson Soft    | Hudson Soft  | 600        | 26 janvier 2007   | 1                 | 7 ans et +  | Shoot'em up                          | 10 juillet 1992                                              |
| Vigilante                            | Irem           | Irem         | 600        | 9 février 2007    | 1                 | 12 ans et + | Beat'em all                          | 14 janvier 1989                                              |
| New Adventure Island                 | Now Production | Hudson Soft  | 600        | 16 février 2007   | 1                 | 7 ans et +  | Plates-formes                        | 26 juin 1992                                                 |
| Chew Man Fu                          | Now Production | Hudson Soft  | 600        | 2 mars 2007       | 1-2               | 3 ans et +  | Puzzle                               | 30 mars 1990                                                 |
| Double Dungeons                      | NSC            | Hudson Soft  | 600        | 9 mars 2007       | 1-2               | 12 ans et + | Action / RPG                         | 29 septembre 1989                                            |
| Splatterhouse                        | Namco          | Namco Bandai | 600        | 16 mars 2007      | 1                 | 12 ans et + | Beat'em up                           | 3 avril 1990                                                 |
| Dragon's Curse                       | Hudson Soft    | Hudson Soft  | 600        | 30 mars 2007      | 1                 | 7 ans et +  | Action / Aventure                    | 19 avril 1991                                                |
| Bonk's Revenge                       | RED            | Hudson Soft  | 600        | 13 avril 2007     | 1                 | 7 ans et +  | Plates-formes                        | 19 juillet 1991                                              |
| Battle Lode Runner                   | Hudson Soft    | Hudson Soft  | 600        | 27 avril 2007     | 1-5               | 3 ans et +  | Action / Puzzle                      | 27 avril 1991                                                |
| Shockman                             | NSC            | Hudson Soft  | 600        | 4 mai 2007        | 1-2               | 7 ans et +  | Action / Plates-formes / Shoot'em up | 10 février 1993                                              |
| Ninja Spirit                         | Irem           | Irem         | 600        | 11 mai 2007       | 1-2               | 7 ans et +  | Action                               | 6 juillet 1990                                               |
| Blazing Lazers                       | Compile        | Hudson Soft  | 600        | 25 mai 2007       | 1                 | 3 ans et +  | Shoot'em up                          | 7 juillet 1989                                               |
| World Sport Competition              | Hudson Soft    | Hudson Soft  | 600        | 1er juin 2007     | 1-5               | 3 ans et +  | Athlétisme                           | 10 octobre 1992                                              |
| Dead Moon                            | TSS            | Natsume      | 600        | 8 juin 2007       | 1                 | 7 ans et +  | Shoot'em up                          | 2 mars 1991                                                  |
| J.J and Jeff                         | Hudson Soft    | Hudson Soft  | 600        | 15 juin 2007      | 1                 | 7 ans et +  | Plates-formes                        | 30 novembre 1987                                             |
| China Warrior                        | Hudson Soft    | Hudson Soft  | 600        | 22 juin 2007      | 1                 | 12 ans et + | Beat'em all                          | 21 novembre 1987                                             |
| Bloody Wolf                          | Data East      | G-Mode       | 600        | 29 juin 2007      | 1                 | 12 ans et + | Action                               | 1er septembre 1989                                           |
| Dragon Spirit                        | Namco          | Namco Bandai | 600        | 6 juillet 2007    | 1                 | 7 ans et +  | Shoot'em up                          | 16 décembre 1988                                             |
| Air "Zonk"                           | RED            | Hudson Soft  | 600        | 13 juillet 2007   | 1                 | 3 ans et +  | Shoot'em up                          | 20 novembre 1992                                             |
| Silent Debuggers                     | Data East      | G-Mode       | 600        | 20 juillet 2007   | 1                 | 7 ans et +  | FPS                                  | 29 mars 1991                                                 |
| Devil's Crush                        | Naxat Soft     | Hudson Soft  | 600        | 27 juillet 2007   | 1-2               | 7 ans et +  | Flipper                              | 20 juillet 1990                                              |
| Drop Off                             | ISCO           | G-Mode       | 600        | 3 août 2007       | 1                 | 3 ans et +  | Casse-briques                        | 30 mars 1990                                                 |
| Galaga '90                           | Namco          | Namco Bandai | 600        | 10 août 2007      | 1                 | 7 ans et +  | Shoot'em up                          | 15 juillet 1988                                              |
| Cratermaze                           | Hudson Soft    | Hudson Soft  | 600        | 17 août 2007      | 1                 | 3 ans et +  | Labyrinthes                          | 31 octobre 1989                                              |
| Neutopia                             | Hudson Soft    | Hudson Soft  | 600        | 24 août 2007      | 1                 | 7 ans et +  | Action RPG                           | 17 novembre 1989                                             |
| Bonk 3: Bonk's Big Adventure         | AI             | Hudson Soft  | 600        | 31 août 2007      | 1-2               | 7 ans et +  | Plates-formes                        | 2 avril 1993                                                 |
| Neutopia II                          | Hudson Soft    | Hudson Soft  | 600        | 14 septembre 2007 | 1                 | 7 ans et +  | Action RPG                           | 27 septembre 1991                                            |
| World Class Baseball                 | Hudson Soft    | Hudson Soft  | 600        | 21 septembre 2007 | 1-2               | 3 ans et +  | Baseball                             | 24 juin 1988                                                 |
| Legend of Hero Tonma                 | Irem           | Irem         | 600        | 28 septembre 2007 | 1-2               | 7 ans et +  | Action / Plates-formes               | 13 mars 1991                                                 |
| Samurai Ghost                        | Namco          | Namco Bandai | 600        | 2 novembre 2007   | 1                 | 12 ans et + | Action                               | 7 avril 1992                                                 |
| Power Golf                           | Hudson Soft    | Hudson Soft  | 600        | 9 novembre 2007   | 1-3               | 3 ans et +  | Golf                                 | 25 mai 1989                                                  |
| Psychosis                            | Naxat Soft     | Naxat Soft   | 600        | 29 février 2008   | 1                 | 7 ans et +  | Shoot'em up                          | 1er mars 1990                                                |
| Final Soldier                        | Now Production | Hudson Soft  | 700        | 2 mai 2008        | 1                 | 7 ans et +  | Shoot'em up                          | 5 juillet 1991                                               |
| Break In                             | Naxat Soft     | Naxat Soft   | 700        | 9 mai 2008        | 1-4               | 3 ans et +  | Billard                              | 10 août 1989                                                 |
| Digital Champ Battle Boxing          | Naxat Soft     | Naxat Soft   | 700        | 16 mai 2008       | 1                 | 12 ans et + | Boxe                                 | 13 octobre 1989                                              |
| Chase H.Q.                           | Taito          | Taito        | 600        | 5 septembre 2008  | 1                 | 7 ans et +  | Courses                              | 26 janvier 1990                                              |
| Bomberman '94                        | Hudson Soft    | Hudson Soft  | 700        | 10 juillet 2009   | 1-5               | 3 ans et +  | Action                               | 10 décembre 1993                                             |
| Detana!! TwinBee                     | Konami         | Konami       | 700        | 24 juillet 2009   | 1-2               | 7 ans et +  | Shoot'em up                          | 28 février 1992                                              |
| Street Fighter II': Champion Edition | Capcom         | Capcom       | 700        | 18 décembre 2009  | 1-2               | 12 ans et + | Versus Fighting                      | 12 juin 1993                                                 |

## PC-Engine CD-ROM²/TurboGrafx-CD
À la date du 19 mars 2010, la console virtuelle européenne comprend 13 jeux CD-ROM²/TurboGrafx-CD.
Un jeu TurboGrafx-CD coûte généralement 800 Points Wii.
| Titre                               | Développeur   | Éditeur      | Points Wii | Date de sortie   | Nombre de joueurs | PEGI        | Type de jeu                 | Première date de parution du jeu sur PC-Engine CD-ROM²/TurboGrafx-CD |
| ----------------------------------- | ------------- | ------------ | ---------- | ---------------- | ----------------- | ----------- | --------------------------- | -------------------------------------------------------------------- |
| Gate of Thunder                     | RED           | Hudson Soft  | 800        | 19 octobre 2007  | 1                 | 7 ans et +  | Shoot'em up                 | 21 février 1992                                                      |
| Super Air Zonk: Rockabilly-Paradise | Dual          | Hudson Soft  | 800        | 26 octobre 2007  | 1                 | 7 ans et +  | Shoot'em up                 | 30 juillet 1993                                                      |
| The Dynastic Hero                   | Hudson Soft   | Hudson Soft  | 800        | 30 novembre 2007 | 1                 | 7 ans et +  | Plates-formes / RPG         | 20 mai 1994                                                          |
| Monster Lair                        | Hudson Soft   | Hudson Soft  | 800        | 21 décembre 2007 | 1-2               | 7 ans et +  | Plates-formes / Shoot'em up | 31 août 1989                                                         |
| Riot Zone                           | Agenda Co Ltd | Hudson Soft  | 800        | 18 janvier 2008  | 1                 | 12 ans et + | Beat'em up                  | 26 février 1993                                                      |
| Lords of Thunder                    | RED           | Hudson Soft  | 900        | 8 février 2008   | 1                 | 7 ans et +  | Shoot'em up                 | 23 avril 1993                                                        |
| Gradius II: Gofer no Yabou          | Konami        | Konami       | 800        | 2 mai 2008       | 1                 | 7 ans et +  | Shoot'em up                 | 18 décembre 1992                                                     |
| Cho Aniki                           | Masaya        | Hudson Soft  | 900        | 9 mai 2008       | 1                 | 7 ans et +  | Shoot'em up                 | 25 décembre 1992                                                     |
| Star Parodier                       | Kaneko        | Hudson Soft  | 900        | 16 mai 2008      | 1                 | 7 ans et +  | Shoot'em up                 | 24 avril 1992                                                        |
| Ys Book I and II                    | Alfa System   | Nihon Falcom | 800        | 5 septembre 2008 | 1                 | 7 ans et +  | RPG                         | 21 décembre 1989                                                     |
| SimEarth: The Living Planet         | Maxis         | Hudson Soft  | 800        | 26 juin 2009     | 1                 | 7 ans et +  | Simulation / Gestion        | 14 juillet 1993                                                      |
| Fighting Street                     | Alfa System   | Capcom       | 800        | 6 novembre 2009  | 1-2               | 12 ans et + | Versus Fighting             | 4 décembre 1988                                                      |
| Castlevania: Rondo of Blood         | Konami        | Konami       | 900        | 19 mars 2010     | 1                 | 12 ans et + | Plates-formes               | 29 octobre 1993                                                      |

## Neo-Geo AES
À la date du 14 janvier 2011, la console virtuelle européenne comprend 29 jeux Neo-Geo AES.
Un jeu Neo-Geo coûte généralement 900 Points Wii.
| Titre                                   | Développeur | Éditeur       | Points Wii | Date de sortie   | Nombre de joueurs | PEGI        | Type de jeu        | Première date de parution du jeu sur Neo-Geo AES |
| --------------------------------------- | ----------- | ------------- | ---------- | ---------------- | ----------------- | ----------- | ------------------ | ------------------------------------------------ |
| Fatal Fury                              | SNK         | D4 Enterprise | 900        | 5 octobre 2007   | 1-2               | 12 ans et + | Combat             | 20 décembre 1991                                 |
| World Heroes                            | ADK         | D4 Enterprise | 900        | 19 octobre 2007  | 1-2               | 12 ans et + | Combat             | 11 septembre 1992                                |
| Magician Lord                           | ADK         | D4 Enterprise | 900        | 26 octobre 2007  | 1-2               | 7 ans et +  | Plates-formes      | 26 avril 1990                                    |
| Art of Fighting                         | SNK         | D4 Enterprise | 900        | 2 novembre 2007  | 1-2               | 12 ans et + | Combat             | 24 septembre 1992                                |
| Blue's Journey                          | ADK         | D4 Enterprise | 900        | 9 novembre 2007  | 1-2               | 7 ans et +  | Plates-formes      | 1991                                             |
| The King of Fighters '94                | SNK         | D4 Enterprise | 900        | 23 novembre 2007 | 1-2               | 12 ans et + | Combat             | 25 août 1994                                     |
| Baseball Stars 2                        | SNK         | D4 Enterprise | 900        | 30 novembre 2007 | 1-2               | 3 ans et +  | Sport: Baseball    | 1994                                             |
| Top Hunter: Roddy and Cathy             | SNK         | D4 Enterprise | 900        | 14 décembre 2007 | 1-2               | 12 ans et + | Plates-formes      | 24 juin 1994                                     |
| Metal Slug                              | Nazca Corp. | D4 Enterprise | 900        | 9 mai 2008       | 1-2               | 12 ans et + | Run and Gun        | 24 mai 1996                                      |
| Burning Fight                           | SNK         | D4 Enterprise | 900        | 30 mai 2008      | 1-2               | 12 ans et + | Beat'em up         | 9 août 1991                                      |
| Samurai Shodown                         | SNK         | D4 Enterprise | 900        | 30 mai 2008      | 1-2               | 12 ans et + | Combat             | 9 août 1991                                      |
| Fatal Fury 2                            | SNK         | D4 Enterprise | 900        | 13 juin 2008     | 1-2               | 12 ans et + | Combat             | 12 décembre 1992                                 |
| Ninja Combat                            | ADK         | D4 Enterprise | 900        | 13 juin 2008     | 1-2               | 12 ans et + | Beat'em all        | 1991                                             |
| King of the Monsters                    | SNK         | D4 Enterprise | 900        | 27 juin 2008     | 1-2               | 7 ans et +  | Combat             | 1991                                             |
| Art of Fighting 2                       | SNK         | D4 Enterprise | 900        | 11 juillet 2008  | 1-2               | 12 ans et + | Combat             | 2 février 1994                                   |
| Ninja Commando                          | ADK         | D4 Enterprise | 900        | 11 juillet 2008  | 1-2               | 12 ans et + | Shoot'em up        | 29 mai 1992                                      |
| Neo Turf Masters                        | Nazca Corp. | D4 Enterprise | 900        | 25 juillet 2008  | 1-2               | 3 ans et +  | Sport: Golf        | 1er mars 1996                                    |
| Samurai Shodown II                      | SNK         | D4 Enterprise | 900        | 8 août 2008      | 1-2               | 12 ans et + | Combat             | 28 octobre 1994                                  |
| Metal Slug 2                            | SNK         | D4 Enterprise | 900        | 28 novembre 2008 | 1-2               | 12 ans et + | Run and Gun        | 2 avril 1998                                     |
| Ironclad                                | Saurus      | D4 Enterprise | 1000       | 12 mars 2010     | 1-2               | 7 ans et +  | Shoot'em up        | 1996                                             |
| Fatal Fury Special                      | SNK         | D4 Enterprise | 900        | 26 mars 2010     | 1-2               | 12 ans et + | Combat             | 16 septembre 1993                                |
| The King of Fighters '95                | SNK         | D4 Enterprise | 900        | 30 avril 2010    | 1-2               | 12 ans et + | Combat             | 25 juillet 1995                                  |
| Fatal Fury 3: Road to the Final Victory | SNK         | D4 Enterprise | 900        | 20 août 2010     | 1-2               | 12 ans et + | Combat             | 27 mars 1995                                     |
| Samurai Shodown III: Blades of Blood    | SNK         | D4 Enterprise | 900        | 3 septembre 2010 | 1-2               | 12 ans et + | Combat             | 15 novembre 1995                                 |
| Street Hoop                             | Data East   | D4 Enterprise | 900        | 22 octobre 2010  | 1                 | 3 ans et +  | Sport: Basket-ball | 9 décembre 1994                                  |
| Karnov's Revenge                        | Data East   | D4 Enterprise | 900        | 3 décembre 2010  | 1-2               | 12 ans et + | Combat             | 28 avril 1994                                    |
| Magical Drop 2                          | Data East   | D4 Enterprise | 900        | 3 décembre 2010  | 1-2               | 3 ans et +  | Puzzle             | 19 avril 1996                                    |
| Magical Drop 3                          | Data East   | D4 Enterprise | 900        | 14 janvier 2011  | 1-2               | 3 ans et +  | Puzzle             | 25 avril 1997                                    |

## Commodore 64
À la date du 20 février 2009, la console virtuelle européenne comprend 18 jeux Commodore 64.
Un jeu Commodore 64 coûte généralement 500 Points Wii.
| Titre                  | Développeur                | Éditeur          | Points Wii | Date de sortie    | Nombre de joueurs | PEGI        | Type de jeu            | Première date de parution du jeu sur Commodore 64 |
| ---------------------- | -------------------------- | ---------------- | ---------- | ----------------- | ----------------- | ----------- | ---------------------- | ------------------------------------------------- |
| International Karate   | System 3                   | Commodore Gaming | 500        | 28 mars 2008      | 1-2               | 12 ans et + | Combat                 | 30 avril 1986                                     |
| Uridium                | Graftgold                  | Commodore Gaming | 500        | 28 mars 2008      | 1-2               | 3 ans et +  | Shoot'em up            | 1986                                              |
| California Games       | Epyx                       | Commodore Gaming | 500        | 11 avril 2008     | 1-8               | 3 ans et +  | Sport                  | 1987                                              |
| Impossible Mission     | Epyx                       | Commodore Gaming | 500        | 11 avril 2008     | 1                 | 7 ans et +  | Plates-formes / Action | 1984                                              |
| The Last Ninja         | System 3                   | Commodore Gaming | 500        | 25 avril 2008     | 1                 | 12 ans et + | Action-Aventure        | 1988                                              |
| World Games            | Epyx                       | Commodore Gaming | 500        | 25 avril 2008     | 1-8               | 3 ans et +  | Sport                  | 1986                                              |
| Paradroid              | Graftgold                  | Commodore Gaming | 500        | 23 mai 2008       | 1                 | 3 ans et +  | Shoot'em up / Puzzle   | 1985                                              |
| The Last Ninja 2       | System 3                   | Commodore Gaming | 500        | 13 juin 2008      | 1                 | 12 ans et + | Action-Aventure        | 1988                                              |
| Nebulus                | Triffix Entertainment Inc. | Commodore Gaming | 500        | 13 juin 2008      | 1-2               | 3 ans et +  | Plates-formes          | 1987                                              |
| Cybernoïd              | Raffaele Cecco             | Commodore Gaming | 500        | 27 juin 2008      | 1                 | 3 ans et +  | Shoot'em up            | 1988                                              |
| Summer Games II        | Epyx                       | Commodore Gaming | 500        | 27 juin 2008      | 1-8               | 3 ans et +  | Sport                  | 1985                                              |
| International Karate + | System 3                   | Commodore Gaming | 500        | 25 juillet 2008   | 1-2               | 12 ans et + | Combat                 | 1987                                              |
| Pitstop II             | Epyx                       | Commodore Gaming | 500        | 8 août 2008       | 1-2               | 3 ans et +  | Course                 | 1984                                              |
| Boulder Dash           | Peter Liepa,Chris Gray     | Commodore Gaming | 500        | 19 septembre 2008 | 1-2               | 7 ans et +  | Action / Labyrinthe    | 1984                                              |
| Jumpman                | Commodore Gaming           | Commodore Gaming | 500        | 19 septembre 2008 | 1                 | 3 ans et +  | Plates-formes / Puzzle | 1983                                              |
| Mayhem in Monsterland  | Apex Computer Productions  | Commodore Gaming | 500        | 17 octobre 2008   | 1                 | 3 ans et +  | Plates-formes          | 1993                                              |
| Impossible Mission II  | Epyx                       | Commodore Gaming | 500        | 12 décembre 2008  | 1                 | 7 ans et +  | Action                 | 1988                                              |
| Winter Games           | Epyx                       | Commodore Gaming | 500        | 20 février 2009   | 1-8               | 3 ans et +  | Sport                  | 1986                                              |

## Virtual Console Arcade
À la date du 7 janvier 2011, la console virtuelle européenne comprend 16 jeux de borne d'arcade.
Un jeu Virtual Console Arcade coûte généralement 500 Points Wii.
| Titre                             | Développeur | Éditeur      | Points Wii | Date de sortie    | Nombre de joueurs | PEGI        | Type de jeu            | Première date de parution du jeu sur borne d'arcade |
| --------------------------------- | ----------- | ------------ | ---------- | ----------------- | ----------------- | ----------- | ---------------------- | --------------------------------------------------- |
| Gaplus                            | Namco       | Namco Bandai | 500        | 25 mars 2009      | 1-2               | 3 ans et +  | Shoot'em up            | 1984                                                |
| Mappy                             | Namco       | Namco Bandai | 500        | 25 mars 2009      | 1-2               | 3 ans et +  | Plates-formes          | 1983                                                |
| Star Force                        | Tecmo       | Tecmo        | 500        | 25 mars 2009      | 1-2               | 7 ans et +  | Shoot'em up            | 1985                                                |
| The Tower of Druaga               | Namco       | Namco Bandai | 500        | 25 mars 2009      | 1-2               | 3 ans et +  | Labyrinthe             | 1984                                                |
| Space Harrier                     | Sega        | Sega         | 800        | 29 mai 2009       | 1                 | 7 ans et +  | Rail Shooter           | octobre 1985                                        |
| Altered Beast                     | Sega        | Sega         | 900        | 26 juin 2009      | 1-2               | 7 ans et +  | Beat'em up             | 1988                                                |
| Rygar                             | Tecmo       | Tecmo        | 600        | 11 septembre 2009 | 1-2               | 7 ans et +  | Plates-formes          | 1986                                                |
| Solomon's Key                     | Tecmo       | Tecmo        | 500        | 11 septembre 2009 | 1-2               | 7 ans et +  | Puzzle                 | 1986                                                |
| Golden Axe                        | Sega        | Sega         | 900        | 18 septembre 2009 | 1-2               | 12 ans et + | Beat'em up             | mai 1989                                            |
| Shinobi                           | Sega        | Sega         | 800        | 23 octobre 2009   | 1-2               | 12 ans et + | Action / Plates-formes | novembre 1987                                       |
| Ninja Gaiden                      | Tecmo       | Tecmo        | 800        | 13 novembre 2009  | 1-2               | 12 ans et + | Beat'em up             | octobre 1989                                        |
| Zaxxon                            | Sega        | Sega         | 500        | 5 mars 2010       | 1-2               | 7 ans et +  | Shoot'em up            | 1982                                                |
| SonSon                            | Capcom      | Capcom       | 500        | 17 décembre 2010  | 1-2               | 7 ans et +  | Shoot'em up            | juillet 1985                                        |
| Wolf of the Battlefield: Commando | Capcom      | Capcom       | 500        | 17 décembre 2010  | 1                 | 12 ans et + | Run and Gun            | mai 1985                                            |
| Exed Exes                         | Capcom      | Capcom       | 800        | 7 janvier 2011    | 1-2               | 7 ans et +  | Shoot'em up            | février 1985                                        |
| Ghosts'n Goblins                  | Capcom      | Capcom       | 800        | 7 janvier 2011    | 1-2               | 12 ans et + | Action / Plates-formes | 19 septembre 1985                                   |